# Augusta Reuss Köstritz
Augusta Reuss-Köstritz (německy Auguste Reuß zu Köstritz, 26. května 1822 Klipphausen – 3. března 1862 Zvěřín) byla jako první manželka Fridricha Františka II. meklenbursko-zvěřínskou velkovévodkyní.

## Původ
Augusta se narodila jako třetí dítě, druhá dcera Jindřicha LXIII Reuss Köstritz a jeho první manželky Eleonory ze Stolberg-Wernigerode. Její rodina náležela k mladší linii rodu Reuss.

## Manželství
3. listopadu 1849 se v Ludwigslustu provdala za Fridricha Františka II. Meklenbursko-Zvěřínského, syna velkovévody Pavla Fridricha Meklenbursko-Zvěřínského. Augusta měla s Fridrichem Františkem šest dětí:
- Bedřich František III. Meklenbursko-Zvěřínský (19. března 1851 – 10. dubna 1897), velkovévoda meklenbursko-zvěřínský, ⚭ 1879 Anastázie Michajlovna Ruská (28. července 1860 – 11. března 1922), ruská velkokněžna
- Pavel Fridrich Meklenburský (19. září 1852 – 17. května 1923), ⚭ 1881 Marie Gabriela z Windisch-Grätze (11. prosince 1856 – 9. července 1929)
- Marie Meklenbursko-Zvěřínská (14. května 1854 – 6. září 1920), ⚭ 1874 Vladimír Alexandrovič Romanov (22. dubna 1847 – 17. února 1909), ruský velkokníže
- Mikuláš Meklenbursko-Zvěřínský (18. srpna 1855 – 23. ledna 1856)
- Jan Albrecht Meklenburský (8. prosince 1857 – 16. února 1920), v letech 1897 až 1901 působil jako regent v Meklenbursko-zvěřínském velkovévodství a v letech 1907 až 1913 v Brunšvickém vévodství
⚭ 1886 Alžběta Sibyla Sasko-Výmarsko-Eisenašská (28. února 1854 – 10. července 1908)
⚭ 1909 Alžběta ze Stolberg-Rossla (23. července 1885 – 16. října 1969)
- Alexandr Meklenbursko-Zvěřínský (*/† 13. srpna 1859)

## Smrt
Augustina předčasná smrt vyvolala u dvora otázky. Říkalo se, že Augusta zemřela na "bronchiální potíže spojené s onemocněním srdce". Byla pohřbena v zahradách Zvěřínského zámku.

## Tituly a oslovení
- 26. května 1822 – 3. listopadu 1849: Její Jasnost princezna Augusta Reuss Köstritz
- 3. listopadu 1849 – 3. března 1862: Její Královská Výsost meklenbursko-zvěřínská velkovévodkyně